# Dominique Mamberti
Dominique François Joseph Mamberti (Marrakech, 7 marzo 1952) è un cardinale e arcivescovo cattolico francese, dall'8 novembre 2014 prefetto del Supremo Tribunale della Segnatura Apostolica e dal 28 ottobre 2024 cardinale protodiacono.

## Biografia

### Formazione
Dominique François Joseph Mamberti è nato il 7 marzo 1952 a Marrakech, terza città per importanza in Marocco. La sua famiglia era nativa della Corsica, e si trovava lì poiché suo padre svolgeva il ruolo di funzionario della difesa francese nello Stato africano. Egli è figlio unico, ed è cresciuto a Vico, un paese della Corsica centrale con circa un migliaio di abitanti. Nel 1960, si è trasferito con i suoi congiunti a Belfort, nella Francia nord-orientale, frequentando la comunità della parrocchia di Nostra Signora degli Angeli, dove nel giugno 1965 ha ricevuto il sacramento della Confermazione.
Dopo aver compiuto gli studi primari, ha studiato legge contemporaneamente presso l'Università di Strasburgo e l'Università di Parigi. Durante gli studi, ha deciso di seguire la sua vocazione sacerdotale ed è entrato in seminario. È stato ordinato presbitero il 20 settembre 1981, nella cattedrale di Maria Assunta di Ajaccio, da monsignor Jean-Charles Thomas, ordinario della medesima diocesi. Dopo aver ricevuto l'Ordine sacro, è stato mandato dal suo vescovo a studiare diritto canonico presso la Pontificia Università Gregoriana, compiendo anche, allo stesso tempo, gli studi di diplomazia alla Pontificia Accademia Ecclesiastica. Durante il soggiorno nella capitale italiana, ha risieduto presso il Pontificio Seminario Francese ed ha imparato a parlare italiano, inglese e spagnolo.

### Servizio diplomatico ed episcopato
Entrato ufficialmente nel servizio diplomatico della Santa Sede il 1º marzo 1986, è stato addetto e poi segretario delle delegazioni apostoliche in Algeria e Libia, e nella pro-nunziatura in Tunisia, ruolo svolto fino al 1990. Il 21 marzo 1987 ha ricevuto il titolo onorifico di cappellano di Sua Santità. In seguito è passato alla nunziatura apostolica in Cile, dove ha svolto il compito di segretario per tre anni. È stato poi uditore e poi consigliere presso l'ufficio della Santa Sede alla sede delle Nazioni Unite a New York, dal 1993 al 1997. Per un anno è stato consigliere nelle nunziature in Libano, Kuwait e presso la delegazione apostolica nella Penisola Arabica. Il 15 ottobre 1998 è stato anche fregiato dell'onore di prelato d'onore di Sua Santità. Nell'anno medesimo ha ricoperto il ruolo di consigliere di nunziatura di seconda classe, e più tardi di prima, nella Sezione per i Rapporti con gli Stati della Segreteria di Stato, svolgendo il compito fino alla promozione all'episcopato.
Il 18 maggio 2002 papa Giovanni Paolo II lo ha nominato arcivescovo titolare di Sagona, affidandogli anche gli incarichi di nunzio in Sudan e delegato apostolico in Somalia. Ha ricevuto la consacrazione episcopale il 3 luglio successivo, nella basilica di San Pietro, per mano del cardinale Angelo Sodano, Segretario di Stato, assistito da monsignor Robert Sarah, segretario della Congregazione per l'Evangelizzazione dei Popoli e futuro cardinale, e da monsignor André Jean-René Lacrampe, vescovo di Ajaccio. Il 19 febbraio 2004 è stato nominato nunzio in Eritrea, lasciando al tempo stesso l'incarico di delegato apostolico in Somalia.

### Carriera nella Curia romana
Il 15 settembre 2006 papa Benedetto XVI lo ha nominato segretario per i Rapporti con gli Stati della Segreteria di Stato e segretario della Commissione interdicasteriale per le Chiese in Europa Orientale. Il 31 agosto 2013 papa Francesco lo ha confermato nel medesimo incarico.
Il 5 febbraio 2007 è stato insignito del titolo onorifico di cavaliere di gran croce dell'Ordine al Merito della Repubblica Italiana.

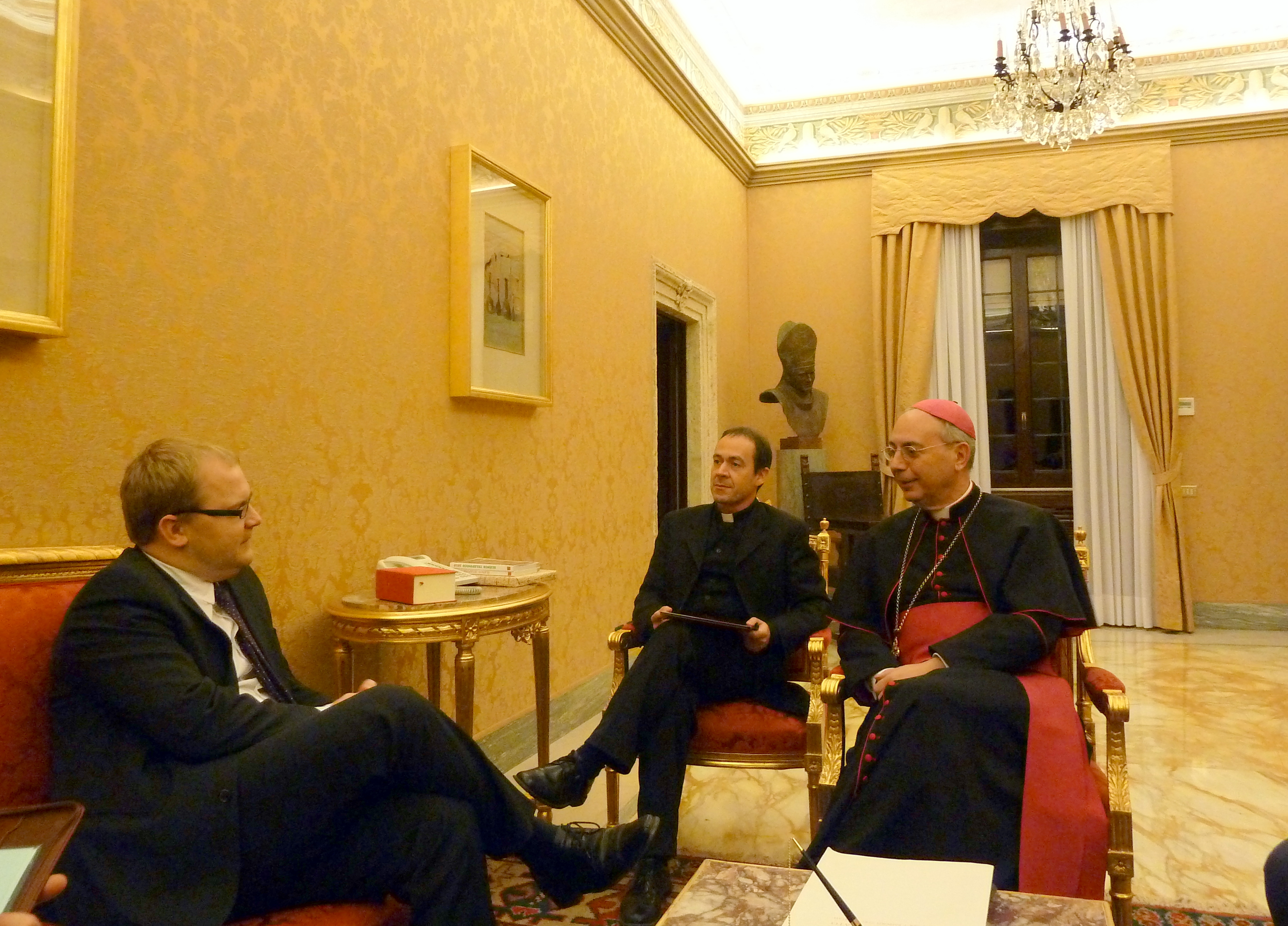
Mons. Mamberti ad un incontro con il ministro degli affari esteri estone Urmas Paet, il 14 dicembre 2010

Nel giugno 2010 ha visitato Cuba e ha trascorso diversi giorni sull'isola, partecipando ad una conferenza nazionale sulla dottrina sociale della chiesa in occasione del 75º anniversario dall'inizio delle relazioni diplomatiche tra lo Stato cubano e la Santa Sede. Ha anche incontrato il presidente Raúl Castro, fratello di Fidel, riferendo poi che i rapporti bilaterali sono "cordiali e in continua crescita". La nota del governo ha poi riferito che "la visita di Mamberti ha anche mostrato lo sviluppo positivo delle relazioni tra lo Stato e la Chiesa cattolica a Cuba".
Rivolgendosi alle Nazioni Unite, nel settembre 2011, ha chiesto "scelte coraggiose" verso la soluzione dei due Stati per la Terra santa dopo che i leader palestinesi hanno chiesto la piena adesione alle Nazioni Unite per il loro Stato. Non ha aggiunto se il Vaticano avesse sostenuto esplicitamente questa iniziativa, ma ha comunicato che la Santa Sede considerava l'offerta palestinese "nella prospettiva di sforzi per trovare una soluzione definitiva" alla questione israelo-palestinese - questione affrontata da una risoluzione delle Nazioni Unite del 1947, che prevedeva la creazione di due Stati. "Uno di loro è già stato creato, mentre l'altro non è ancora stato stabilito, anche se quasi 64 anni sono passati. La Santa Sede è convinta che se vogliamo la pace, è necessario adottare scelte coraggiose", ha detto.
In apertura dell'Assemblea Generale delle Nazioni Unite nel settembre 2012, ha detto che il diritto internazionale è "solidamente basato sulla dignità e la natura dell'umanità, in altre parole, sulla legge naturale". Ha richiamato l'attenzione dei delegati ONU al linguaggio della Carta delle Nazioni Unite e della Dichiarazione universale dei diritti dell'uomo, che afferma l'importanza della legge naturale. Il diritto internazionale guadagnerà il riconoscimento e il rispetto, ha detto, se viene riconosciuto come protezione di ogni persona e nazione, non favorendo il potente. "Tale sarà possibile", ha poi aggiunto, "se la legislazione a livello internazionale è segnata dal rispetto per la dignità della persona umana, a cominciare con la centralità del diritto alla vita e alla libertà di religione".
Nell'ottobre dello stesso anno, durante una conferenza, ha parlato del tema dell'assemblea definendola come "Regolazione e soluzione delle controversie o delle situazioni internazionali con mezzi pacifici". Nel suo discorso in francese, ha lamentato una "perdita di fede nel valore del dialogo, e la tentazione di favorire 'a priori' uno dei lati di conflitti regionali e nazionali", dicendo che questa minaccia ha "il rispetto per i meccanismi giuridici delle Nazioni Unite". Mamberti ha fatto riferimento specifico alle situazioni in Medio Oriente, in particolare in Siria, "Una soluzione è impossibile se non si riesce a rispettare le norme del diritto internazionale e umanitario, o si scende al di fuori dei meccanismi stabiliti nella Carta delle Nazioni Unite", ha affermato. "Tutte le parti interessate dovrebbero non solo facilitare la missione dell'inviato speciale delle Nazioni Unite e della Lega Araba, ma anche garantire l'assistenza umanitaria alle popolazioni sofferenti. La comunità internazionale deve unire i propri sforzi in modo che tutte le parti sostituiscano la corsa alle armi con negoziazione, così come deve insistere su un effettivo rispetto della libertà religiosa, i diritti dell'uomo e tutte le libertà fondamentali".
Il 16 gennaio 2013 ha rilasciato un'intervista a Radio Vaticana sull'autonomia della Chiesa cattolica e della libertà religiosa. Il 31 agosto successivo papa Francesco lo ha confermato nei suoi incarichi.
Nel luglio 2014, commentando la situazione a Gaza, ha inviato una nota formale a tutti gli ambasciatori accreditati presso la Santa Sede, richiamando la loro attenzione agli appelli di papa Francesco per i cristiani in Iraq e in altre parti del Medio Oriente. Mamberti ha detto che la Santa Sede è "profondamente preoccupata" per la sofferenza dei cristiani nella regione. "Le comunità cristiane soffrono ingiustamente, hanno paura, e molti cristiani sono stati costretti a emigrare", ha infine esclamato. L'8 novembre 2014 papa Francesco lo ha nominato prefetto del Supremo Tribunale della Segnatura Apostolica. In concomitanza, ha anche ricevuto l'incarico di presidente della Corte di Cassazione dello Stato della Città del Vaticano, ruolo che ha mantenuto fino al 2023.

### Cardinalato
Il 4 gennaio 2015, dopo l'Angelus domenicale, lo stesso Pontefice ha annunciato di volerlo creare cardinale, primo della lista ed unico curiale, nel concistoro che si è tenuto presso la basilica di San Pietro il successivo 14 febbraio, nel quale gli sono stati conferiti l'anello, la berretta cardinalizia e la diaconia di Santo Spirito in Sassia. Ha preso possesso della sua diaconia in data 10 maggio 2015, durante una cerimonia svoltasi alle ore 18.
Il 13 aprile è stato nominato membro del Consiglio di Cardinali e Vescovi della Sezione per i Rapporti con gli Stati della Segreteria di Stato, della Congregazione per il culto divino e la disciplina dei sacramenti e della Congregazione delle cause dei santi.
Il 28 aprile è stato nominato presidente della Commissione per gli avvocati.
Dal 4 al 25 ottobre 2015 ha partecipato, essendo capo dicastero della Curia romana, alla XIV Assemblea Generale Ordinaria del Sinodo dei Vescovi che si è tenuta nella Città del Vaticano.
Il 4 ottobre 2017 papa Francesco lo ha nominato membro della Congregazione per l'evangelizzazione dei popoli.
Dal 28 ottobre 2024, in seguito al decesso del cardinale Renato Raffaele Martino, ricopre l'incarico di cardinale protodiacono. In virtù di tale incarico, dopo la morte di papa Francesco, ha annunciato l'elezione del di lui successore papa Leone XIV l'8 maggio 2025.

## Stemma

Stemma di Dominique Mamberti

### Blasonatura
D'azzurro allo scaglione d'oro accompagnato nel capo dalla colomba d'argento aureolata d'oro e da una stella a otto punte d'argento, e in punta dalla nave d'argento, banderuolata di rosso velata d'argento al monogramma di Cristo di rosso, vogante su un mare d'azzurro e d'argento. 
Ornamenti esteriori da cardinale.

### Motto
Il motto del cardinale Dominique Mamberti è "Eritis mihi testes" (Sarete miei testimoni), che manifesta l'impegno del porporato a testimoniare la fede cristiana e a diffondere il messaggio evangelico, secondo il mandato di Cristo riportato negli Atti degli Apostoli: «Riceverete la forza dallo Spirito Santo che scenderà su di voi, e di me sarete testimoni a Gerusalemme, in tutta la Giudea e la Samaria e fino ai confini della terra» (At 1, 8).

## Genealogia episcopale e successione apostolica
La genealogia episcopale è:
- Cardinale Scipione Rebiba
- Cardinale Giulio Antonio Santori
- Cardinale Girolamo Bernerio, O.P.
- Arcivescovo Galeazzo Sanvitale
- Cardinale Ludovico Ludovisi
- Cardinale Luigi Caetani
- Cardinale Ulderico Carpegna
- Cardinale Paluzzo Paluzzi Altieri degli Albertoni
- Papa Benedetto XIII
- Papa Benedetto XIV
- Papa Clemente XIII
- Cardinale Marcantonio Colonna
- Cardinale Giacinto Sigismondo Gerdil, B.
- Cardinale Giulio Maria della Somaglia
- Cardinale Carlo Odescalchi, S.I.
- Vescovo Eugène de Mazenod, O.M.I.
- Cardinale Joseph Hippolyte Guibert, O.M.I.
- Cardinale François-Marie-Benjamin Richard
- Cardinale Pietro Gasparri
- Cardinale Clemente Micara
- Cardinale Antonio Samorè
- Cardinale Angelo Sodano
- Cardinale Dominique Mamberti

La successione apostolica è:
- Arcivescovo Luis Mariano Montemayor (2008)
- Vescovo Gerardo Antonazzo (2013)